# No se lo digas a nadie (pel·lícula de 1998)
No se lo digas a nadie és una pel·lícula peruana dirigida per Francisco José Lombardi basada en el llibre homònim de Jaime Bayly qui també va participar com a guionista. Es va estrenar en 1998. Va ser la primera pel·lícula amb temàtica homosexual feta al Perú. Es destaca també el treball de dicció realitzat per l'actriu espanyola Lucía Jiménez. Va formar part de la secció oficial al Festival Internacional de Cinema de Sant Sebastià 1998.

## Argument
En la pel·lícula es relata l'obra des del capítol "El campamento" fins a "Un amor imposible", des del campament que realitza Joaquín amb altres nois del Saeta, grup de joves del Opus Dei fins a les noces d'Alfonso, i les relacions sentimentals de Joaquín amb Gonzalo, l'actor i Alejandra, una amiga.
Joaquín Camino (Santiago Magill) és un jove homosexual de la alta societat de Lima, per la qual cosa es veu enfrontat als prejudicis dels seus propis pares i al rebuig d'una societat homofóbica i molt conservadora, encara que altament hipòcrita. La pel·lícula descriu una sèrie de situacions que li succeeixen a Joaquín, des de la seva adolescència fins a l'edat adulta.

## Repercussió
Aquesta novel·la igual que la pel·lícula, van generar controvèrsia a la ciutat de Lima en tractar obertament la temàtica homosexual. En el seu moment, la pel·lícula va ser censurada per diferents figures públiques pel seu alt contingut per a adults.

## Repartiment
- Joaquín, protagonista del film és Santiago Magill.
- Alejandra, romanç heterosexual és Lucía Jiménez.
- Gonzalo, primer romanç és Christian Meier.
- Maricucha, la mare de Joaquín és Carmen Elías.
- Luis Felipe, el pare de Joaquín és Hernán Romero.
- Alfonso Córdoba, segon romanç és Giovanni Ciccia.
- Gerardo, amic de Joaquín a Miami és Carlos Fuentes.
- Lucy, prostituta es Vanessa Robbiano.
- Rocío, novia de Gonzalo és Lita Baluarte.
- Noia de discoteca és Jimena Lindo.
- Professor universitari és Gianfranco Brero.
- Sacerdot confessor és Carlos Tuccio.
- Travestit batut pels amics de Joaquín és Aníbal Zamora.
- Dioni, nen amb qui es banya en el riu és Emilram Cossio.
- Administrador de bordell és Jorge López Cano.
- Sacerdot és Alonso Alegría.
- Esposa d'Alfonso és Daniela Sarfati.
- Joaquín nen és Abraham Alonso.
- Jorge és Gerardo Ruiz.
- Comprador de droga és Johnny Mendoza.
- Rector d'universitat és Javier Echevarría.
- Hans és Michael Scally.
- Sixto és Gilberto Torres.
- Charito és Gisella Vega.
- Venedor de droga és Coco Castillo.
- Miguel és Rasec Barragán.
- Jardiner és Toño Espinoza.
- Seminarista de campament és Miguel Iza.

## Banda sonora
- Fito Páez - El amor después del amor
- Mar de Copas - L.B.
- Pedro Suárez-Vértiz - Mi auto era una rana
- Mar de Copas - Vaquera
- Los Zopilotes - Tú y yo
- Los Zopilotes - Atrápame
- Huelga de Hambre - Clon
- Mar de Copas - Despedida
- G3 - Pasan los días
- Los Zopilotes - A quién
- Soda Stereo - Persiana americana